# Cunene
Pour les articles homonymes, voir Kunene.
Cunene, aussi écrit Kunene, est une province du sud-ouest de l'Angola qui a pour capitale Ondjiva. Elle contient le parc national de Mupa.

## Municipalités
La province de Cunene est divisée en 6 municipalités : Cahama, Cuanhama, Curoca, Cuvelai, Namacunde et Ombadja.

## Infrastructures

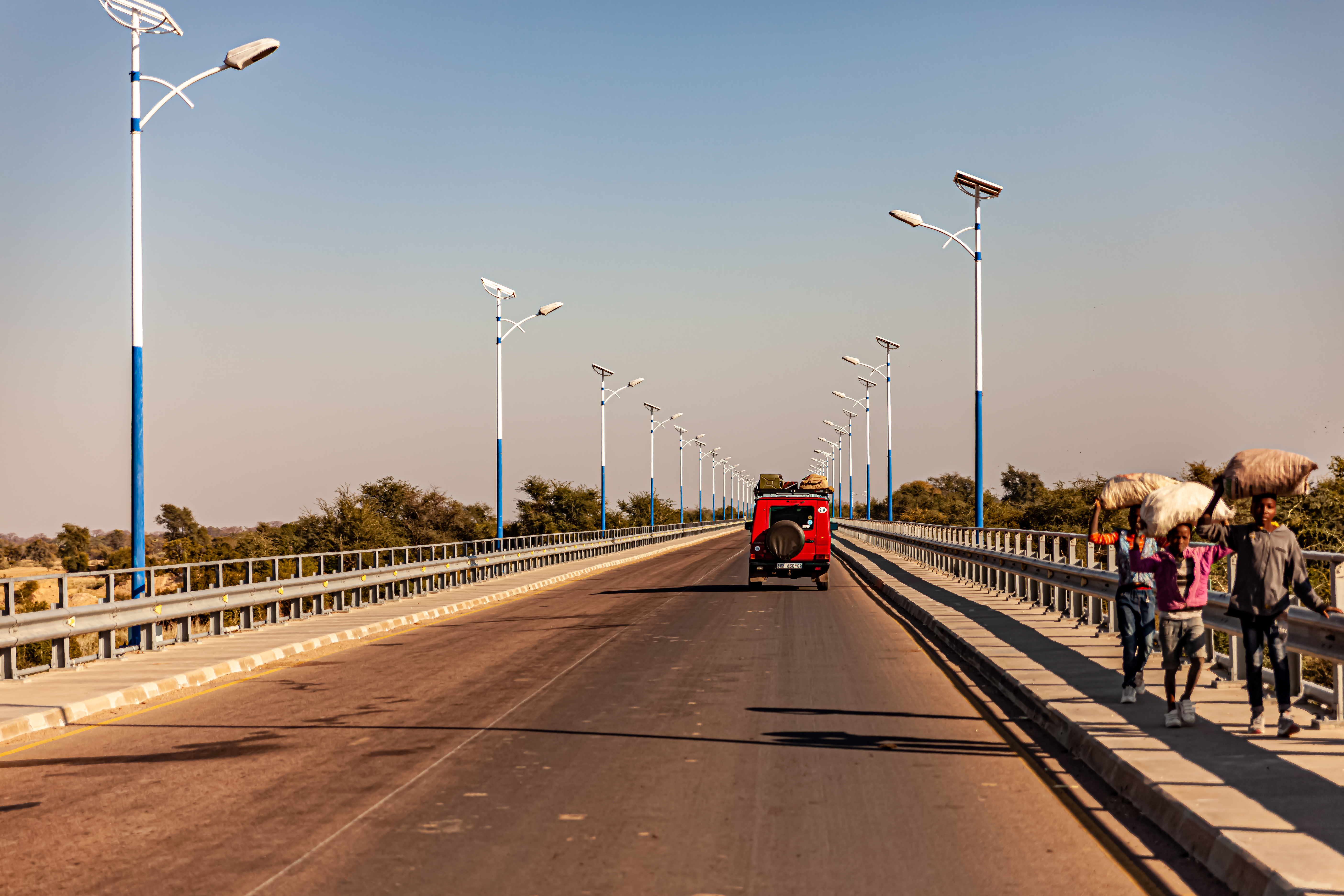
Traversée du pont à Humbe.

Une des routes principales relie la province du Huila à Ondjiva. Son état est correct excepté sur certaines portions (notamment entre Cahama et Xangongo sur une centaine de kilomètres). Le reste du réseau routier est très mauvais.

## Économie
La croissance économique y est forte en raison de la proximité de la Namibie. En effet, les autres provinces du Sud de l'Angola n'ont pas de véritables portes sur ce pays qui est l'un des plus stables d'Afrique. Ainsi, Santa Clara et Oshikongo sont devenues des vastes shoppings où les prix sont beaucoup plus abordables.
Le barrage hydroélectrique de Calueque se situe sur la municipalité de Ombadja.
Des hôtels et des chambres d'hôtes (pensão) sont présents dans les plus grandes villes avec des tarifs européens.